# 마니에마주

마니에마 주의 위치

마니에마주(프랑스어: Province du Maniema)는 콩고 민주 공화국 동부에 위치한 주로 주도는 킨두이며 면적은 132,520km2, 인구는 2,049,300명(2010년 기준), 인구 밀도는 15명/km2이다.
북쪽으로는 초포주, 동쪽으로는 북키부주, 남키부주, 남동쪽으로는 탕가니카주, 남서쪽으로는 로마미주, 서쪽으로는 상쿠루주와 접한다.